# Menjamel de manglar
El menjamel de manglar (Gavicalis fasciogularis) és un ocell de la família dels melifàgids (Meliphagidae).

## Hàbitat i distribució
Habita manglars i boscos del nord-est dAustràlia, des de l'est de Queensland, cap al sud al nord de Nova Gal·les del Sud.